# Piotr Wasilewski (ziemianin)
Piotr Wasilewski herbu Drzewica (ur. 1806, zm. 1880) – ziemianin, powstaniec listopadowy, działacz gospodarczy 

## Życiorys
Oficer armii Królestwa Polskiego, uczestnik powstania listopadowego, kawaler orderu Virtuti Militari.
Ziemianin, współwłaściciel zakupionych w 1850 od Romualda Michalewskiego dóbr Uhryń w pow. czortkowskim.
Od 2 marca 1849 członek, od 1868 członek oddziału lwowskiego, od 1871 oddziału rudecko-gródeckiego Galicyjskiego Towarzystwa Gospodarskiego (1849–1874). Członek Komitetu GTG (30 stycznia 1861 – 16 lutego 1868). Od 1860 członek Galicyjskiego Towarzystwa Kredytowego Ziemskiego. Członek rady nadzorczej  GTKZ (1869–1880).

## Rodzina
Urodził się w rodzinie ziemiańskiej. Syn Piotra i Petroneli z Pągowskich. Ożenił się z Felicją z domu Geringer. Mieli dzieci: Karola Ludwika (ur. 1850), Piotra Feliksa (ur. 1852), Antoninę Felicję (ur. 1856) i Zofię Ludwikę Anielę (ur. 1858).